# Второ основно училище „Димитър Благоев“
Второ основно училище „Димитър Благоев“ в Благоевград е сред първите училища в града.
Обучават се ученици от 1 до 7 клас.

## История
Училището е основано в 1907 година като Горноджумайско основно училище. До Първата световна война се намира в сграда до черквата, но след това се мести в ново здание пред тогавашната градска баня (по-късно хотел „Волга“ и Националната агенция за приходите).
Сред първите учители в училището са Мария Измирлиева, Мане Мишев, Живко Големинов, Христо Елезов, Добра Атанасова (Анастасова), Тома Трушков, Стоян Георгиев и други.
- 1912 – 1919 г. – като Основно смесено училище, по – късно – Първоначално училище
- 1920 г. – като Първоначално училище ”Арсени Костенцев“
- 1945 г. – приключва строежът на днешната сграда
- 1946 г. – в сградата се помещава Горноджумайската смесена прогимназия „Кирил и Методий“
- 1950 г. – в сградата се разполагат Първо средно смесено училище и Второ средно смесено училище
- 1958 г. – в сградата се помещават Първо основно училище „Кирил и Методий“ и Второ основно училище „Димитър Благоев“, училищата са наследници съответно на Горноджумайска прогимназия „Кирил и Методий“ и Второ средно смесено училище.
- 1961 г. до днес – в сградата се помещава Второ основно училище „Димитър Благоев“

## Материална база
Училището се разполага в три етажна сграда. Броят на класните стаи е 18. Сред тях има кабинети по физика, химия, биология, чужди езици, информационни технологии и др. В училището функционира ателие по керамика.